# Nova Soure (ort)
Nova Soure är en ort i Brasilien.   Den ligger i kommunen Nova Soure och delstaten Bahia, i den östra delen av landet, 1 100 km nordost om huvudstaden Brasília. Nova Soure ligger 164 meter över havet och antalet invånare är 11 340.
Terrängen runt Nova Soure är platt. Nova Soure är det största samhället i trakten.
Omgivningarna runt Nova Soure är huvudsakligen savann. Runt Nova Soure är det ganska glesbefolkat, med 23 invånare per kvadratkilometer.